# Joe Nieves
Joe Nieves (Brooklyn, 22 novembre 1973) è un attore statunitense.

## Biografia
È un attore attivo principalmente in televisione, in cui si è distinto principalmente per avere interpretato Carl, il barista nella serie TV How I Met Your Mother. Per quanto riguarda il cinema ha recitato nei film Gordon Glass e Sun Choke.

## Filmografia parziale

### Attore

#### Cinema
- Gordon Glass, regia di Omar Benson Miller (2007)
- Sun Choke, regia di Ben Cresciman (2015)

#### Televisione
- How I Met Your Mother – serie TV, 19 episodi (2009-2014)
- Castle – serie TV, episodio 2x12 (2010)
- The Mentalist – serie TV, 3 episodi (2013)
- NCIS: Los Angeles – serie TV, episodio 6x13 (2015)
- NCIS - Unità anticrimine (NCIS) – serie TV, episodio 2x17 (2019)
- Blue Bloods – serie TV, episodio 9x20 (2019)
- Station 19 – serie TV, episodio 2x17 (2019)
- How I Met Your Father – serie TV, episodio 1x10 (2022)
- The Rookie – serie TV, episodio 6x04 (2024)

## Doppiatori italiani
Nelle versioni in italiano delle opere in cui ha recitato, Joe Nieves è stato doppiato da:
- Luigi Ferraro in E.R. - Medici in prima linea, Day Break, Grey's Anatomy, Modern Family
- Alessandro Budroni in NCIS: Los Angeles, NCIS - Unità anticrimine, Blue Bloods
- Fabrizio Picconi in The Shield, 24
- Alessandro Ballico in Castle, How I Met Your Father
- Matteo Zanotti in How I Met Your Mother (st. 1-2, ep. 4x13, 6x22, st. 7-9)
- Andrea Bolognini in How I Met Your Mother (ep. 5x12)
- Massimiliano Lotti in How I Met Your Mother (ep. 5x21)
- Gabriele Marchingiglio in How I Met Your Mother (ep. 6x10)
- Gianluca Machelli in Bones
- Paolo Vivio in Cold Case - Delitti irrisolti
- Federico Di Pofi in Private Practice
- Massimiliano Virgilii in CSI: NY
- Alberto Bognanni in The Mentalist
- Gianluca Crisafi in Rizzoli & Isles
- Guido Di Naccio in Station 19
- Emilio Mauro Barchiesi in All Rise
- Simone D'Andrea in The Dropout
- Andrea De Nisco ne La vera casa dei Loud
- Oliviero Cappellini in The Rookie